# بنان بوظر
بنان بوظر یک منطقهٔ مسکونی در تونس است که در استان منستیر واقع شده‌است. بنان بوظر ۱۴٬۲۱۸ نفر جمعیت دارد.